# Chungmboko
Le chungmboko (ou chung-mboko, chung, cung) est une langue bantoïde méridionale, dite « béboïde orientale », parlée au Cameroun, dans la Région du Nord-Ouest, le département du Menchum, particulièrement dans l'arrondissement de Bum, dans les villages de Chung et Mbuk, à l'ouest de Nkambe et au nord-est de Wum.
En 2001 elle comptait environ 2 000 locuteurs. 